# Kantapon Jindataweephol
Kantapon Jindataweephol (กันตภณ จินดาทวีผล; nascido em 4 de fevereiro de 2000), conhecido pelo apelido de Offroad (ออฟโรด) é um ator, cantor e modelo tailandês. Ele é mais conhecido por seus papéis em Love in Translation (2023) e Century of Love (2024).

## Início da vida e educação
Offroad nasceu em Hat Yai, Songkhla, Tailândia em 4 de fevereiro de 2000. Ele estudou na Hatyaiwittayalai School. Mais tarde, ele estudou na Universidade Srinakharinwirot, onde se formou em 2022.

## Carreira
Em  março de 2021, ele foi apresentado como ator trainee pela Atime26.
Em setembro de 2021, ele foi revelado como participante do programa de sobrevivência LAZ iCON, do One31. Durante a final do programa, foi revelado que ele havia ficado em 2º lugar no geral, com 3.845.003 votos, tornando-se membro do LAZ1.
Em abril de 2022, ele estreou no grupo com o lançamento do single digital de estreia, "Taste Me".
Em 2022, ele fez sua estreia como ator na televisão como ele mesmo na série Rak Diao. Em 2023, Offroad conseguiu seu primeiro papel principal na série Love in Translation ao lado de Pittaya Saechua (Daou). Em 2024, ele estreou como Vee na série Century of Love.
O grupo se separou em março de 2023, após seu evento final, a LAZ1 Goodbye Party "Once".
Em outubro de 2023, ele fez sua estreia solo com o single "Complete".

## Filmografia

### Cinema
| Ano  | Título        | Personagem | Notas           |
| ---- | ------------- | ---------- | --------------- |
| 2023 | You & Me & Me | Toh        | Papel convidado |

### Televisão
| Ano  | Título              | Personagem                     | Notas            | Canal           |
| ---- | ------------------- | ------------------------------ | ---------------- | --------------- |
| 2022 | Rak Diao            | Ele mesmo (Ep. 8)              | Papel convidado  | One31           |
| 2022 | Our Days            | Saint                          | Papel principal  | AIS Play, One31 |
| 2023 | Love in Translation | Phumjai Rawichotpitak/"Pho Jo" | Papel principal  | One31, oneD     |
| 2023 | Across the Sky      | Indie                          | Papel recorrente | One31, oneD     |
| 2024 | Century of Love     | Vee                            | Papel principal  | One31, oneD     |
| 2025 | The Wicked Game     | Pheem                          | Papel principal  | One31           |